# Pauno Pohjolainen
Pauno Antero Pohjolainen, född 22 maj 1949 i Kuopio, är en finländsk målare och bildhuggare. 
Pohjolainen studerade 1976–1980 vid Finlands konstakademis skola och debuterade som målare i en stil där han i expressionistisk anda förvandlade enkla geometriska former till objekt som såg ut att träda ut ur bildens tvådimensionella plan. I konsekvens med denna strävan att ta rummet i besittning övergick han snart till att göra först reliefer och sedan även fristående objekt i trä. Med stor skicklighet förenade han optisk illusionism med en utsökt behandling av trämaterialet i kompositioner, som småningom alltmer fick ett innehåll som alluderade till biblisk tradition. Sedan mitten av 1980-talet har han ställt ut praktiskt taget årligen och även deltagit i talrika utställningar utomlands. Han har utfört reliefarbeten för flera kyrkor och en reliefskulptur, van Goghs gehör, för Kuopio musikcentrum (1987). Han tilldelades Ars Fennica-priset 1997 och Pro Finlandia-medaljen 2005. 